# Niello

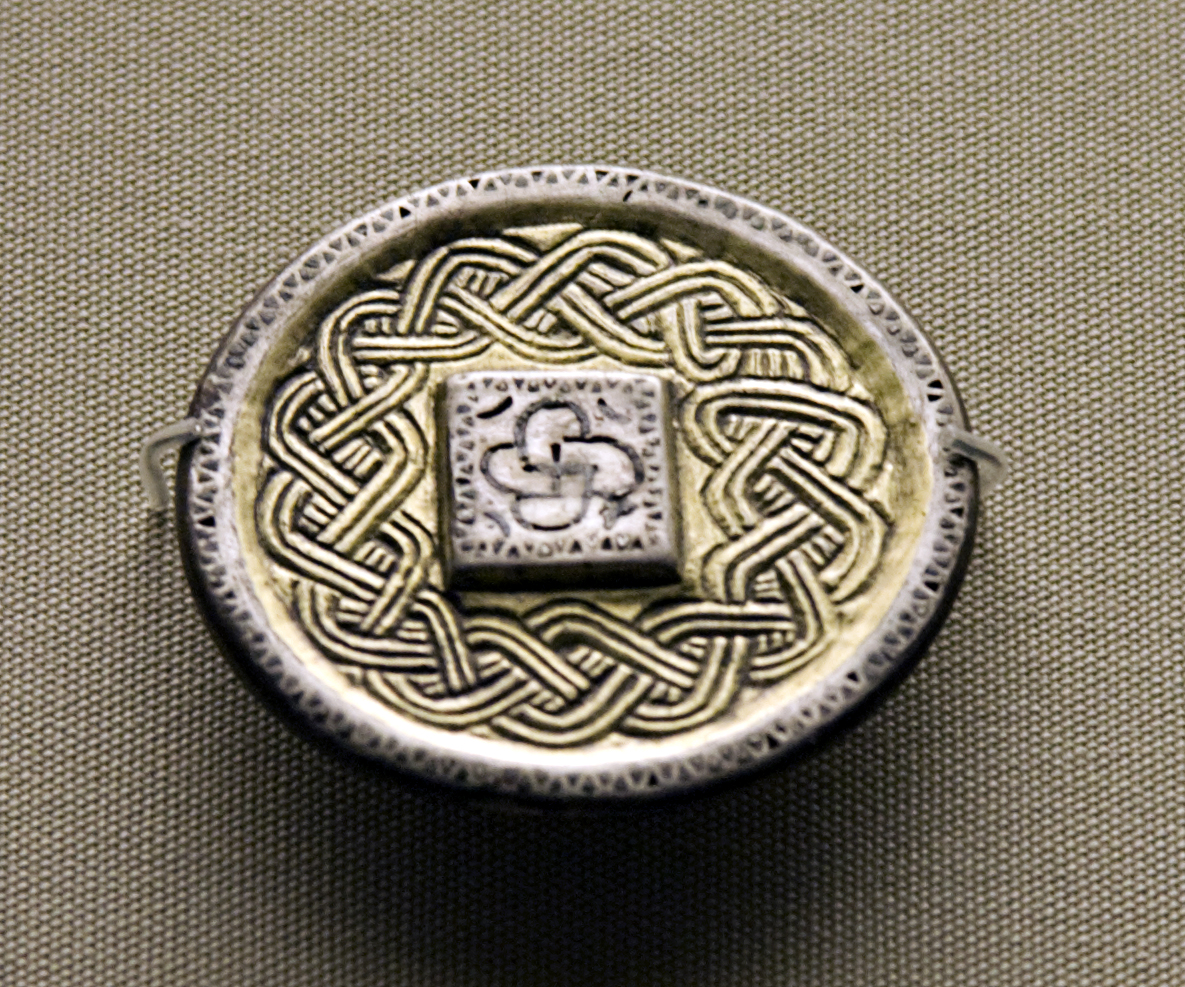
Merovejská spona (7. století) ze zlaceného stříbra zdobená nielem

Niello či nielo (italská zkomolenina latinského nigellum, „černavý, zčernalý“) je výzdobná inkrustační (vykládací) technika, při niž ryté nebo leptané rýhy (drážky) v povrchu kovu jsou vyplňovány opticky kontrastní šedou nebo černou hmotou (nikoliv vbíjením jiných kovů, jako např. v technice inlaye, taušírování). Tato technika se rovněž označuje termínem tula, podle stejnojmenného ruského města, speciazovaného na výrobu takto zdobených samovarů, kazet, tabatěrek  a šperků.

## Technologie výroby
Niello popsal ve své technické příručce zlatník a mnich Theofilus Presbyter již ve 12. století. Provádí se ve dvou krocích: za prvé se rydlem vyryje motiv do hloubky kovové destičky, nebo se prohlubně vyleptají.
Obvyklé složky niellové směsi jsou: stříbro (1 objemový díl), měď (2 objemové díly), olovo (3 obj. díly), síra (9 obj. dílů), vše tavené s přísadou tetraboritanu sodného (boraxu). Po rozemletí je prášková směs zpracována s chloridem amonným na jemnou pastovou hmotu. Ta je vpravena do rýh dekoru (0,3–0,4 mm) a žíháním jsou práškové kovy reakcí se sírou převedeny na sulfidy, jež mají šedou až černou barvu. Vzniklá pevná vrstva rizníku se zbrousí a leští (karborundem, pemzou). Estetický efekt vzniká v kontrastu se světlou barvou podložního stříbra.

## Identifikace
Při popisu románských a gotických evropských památek se často chybuje v identifikaci niella. Pokud se v ostrém osvětlení hmota inlaye ukaže jako modrá, pak jde o opaklní jamkový email, je-li černá nebo černošedá, je to niello. Je chybné určení starší zlatnické literatury, v níž se praví, že email v raném středověku nebyl znám, a proto všechny románské památky musí být zdobeny niellem.   Nejstarší přihrádkový email v merovejských předmětech se datuje do 5. století n. l. 